# Микузы
Микузы — деревня в Бережанской волости Островского района Псковской области.
Расположена у левого прибрежья реки Утроя на железной дороге (на Пыталово), в 24 км к юго-западу от центра города Остров и в 2 км к западу от деревни Дубки.
Численность населения деревни по состоянию на 2000 год составляла 2 человека.
До 3 июня 2010 года деревня входила в состав ныне упразднённой Рубиловской волости с центром в д. Дубки.